# 문재인 정부 울산시장 선거 개입 의혹
문재인 정부 울산시장 선거 개입 의혹은 문재인 정부에서 문재인 대통령의 30년 지기인 송철호를 2018년 지방선거에서 울산 시장에 당선시키기 위해, 상대 후보이자 당시 울산 시장인 자유한국당 김기현의 낙선을 목적으로 경찰로 하여금 그에 대한 수사를 하게 하고, 더불어민주당 내 송철호의 경쟁 후보인 임동호에게 일본 고베 총영사 자리를 제안해 그의 경선 포기를 통한 송철호의 단독 공천을 유도하여, 국가 공권력으로 선거 개입을 했다는 의혹이다.
검찰은 이 의혹과 관련된 송철호 울산시장, 백원우 전 청와대 민정비서관, 황운하 전 울산지방경찰청장 등 13명을 공직선거법 위반 등의 혐의로 불구속 기소하였다. 검찰의 공소장에는 청와대 민정비서관실, 반부패비서관실, 국정상황실 외에도 공약을 지원한 사회정책비서관과 균형발전비서관, 당내 경쟁자 회유에 관여한 정무수석비서관과 인사비서관까지 대통령비서실 직제 조직 7곳이 송철호의 당선을 위해 동원된 것으로 적시됐다.

## 배경

### 표적수사 혐의
검찰의 공소장에 의하면, 송철호는 울산 출신이 아니면서 수차례 당적을 바꿔가며 출마한 이력이 있어 민주당 내 입지가 취약한 상황이었으며, 공직 경험이 없어 지역 내 조직도 빈약하여 당내 울산시장 후보 경선 통과도 힘든 상황이었다고 분석되었다. 게다가 울산에서는 그 이전에 민주당 시장이 한번도 당선된 적이 없었다. 송철호와 측근인 송병기는 이런 상황에서 경쟁자이자 울산 시장이었던 김기현을 낙선시키기 위해 청와대 민정수석실에 그 실체가 확인되거나 제대로 검증되지 않은 비위 혐의를 제보하였다. 그 결과, 청와대의 수시 점검 아래 김기현에 대한 경찰의 수사가 이루어졌고, 이후 김기현은 낙선하였다. 그러나 선거 후 검찰은 비리 의혹이 일었던 김기현의 측근들에 대해 무혐의라고 결론 내렸다. 이에 청와대의 적극적인 개입 아래 상대 후보에 대한 경찰의 표적수사 혐의가 제기되었다.

### 후보자 매수 혐의
또한 민주당의 다른 울산시장 후보였던 임동호는 2017년 대선 직후부터 여권 측에 오사카 총영사 자리를 희망한다는 의사를 계속 내비쳤다고 알려졌다. 임동호는 지방선거 직전인 2018년 1월에 청와대를 방문하여 임동호의 86학번 동기이자 당시 청와대 정무수석 한병도에게 오사카 총영사 등 임명 여부를 재차 문의하였고, 이에 "오사카 총영사 자리는 외교부에서 반발하니 고베 총영사 등 다른 자리는 어떠냐, 공공기관장 자리는 많은데 공공기관장은 어떠냐"라는 답변을 들었다고 알려진다. 이에 청와대의 고위직 제안을 통한 경선 포기 유도 및 후보자 매수 혐의가 제기되었다.

## 피고인 명단
1. 송철호 울산시장
2. 송병기 전 울산시 경제부시장
3. 정몽주 당시 울산시장 선거캠프 상황실장
4. 백원우 전 청와대 민정비서관
5. 황운하 전 울산지방경찰청장
6. 박형철 전 청와대 반부패비서관
7. 한병도 전 청와대 정무수석
8. 문해주 전 청와대 민정비서관실 행정관
9. 장환석 전 청와대 균형발전비서관실 선임행정관
10. 김모 당시 울산시청 공무원, 김계장
11. 김모 당시 울산시청 근무 부산시의회의 임기제 공무원
12. 최모 당시 울산시청 공무원
13. 홍모 당시 울산시청 공무원

## 재판

### 1년 4개월 만의 재판
검찰이 기소한지 1년 4개월여 만에 2021년 5월 10일 정식 재판이 처음으로 열렸다. 이에 검찰은 "울산 시장 선거는 부정 선거의 종합판, 민주주의를 위협하는 중대한 범죄"라며 이같이 밝혔다.
2025년 8월 14일, 대법원은 송철호 전 울산시장에 대해 최종 무죄가 확정되었다. 같이 연루된 것으로 재판을 받았던 황운하 조국혁신당 의원도 최종 무죄가 확정되었다.

## 논란

### 문재인 탄핵 사유 논란
울산시장 선거 개입 의혹에 대해, 자유한국당은 2020년 1월 9일 문재인 대통령이 선거 개입의 몸통으로 밝혀지면 탄핵을 추진하겠다고 밝혔다. 심재철 원내대표는 “공소장에는 대통령이라는 단어가 35차례 등장한다. 몸통이 누구인지 알기 때문에 대통령이라는 단어를 이렇게 많이 쓴 것 아니겠나”라고 말하며, 본 사건에 대한 국정조사와 특검을 추진하겠다고 언급하였다.
대표적인 친정부 그룹인 민변 소속의 권경애 변호사조차도 페이스북에서 “공소장 내용은 대통령의 명백한 탄핵사유이고 형사처벌 사안인데도 그분은 가타부타 일언반구가 없다. 이곳은 왕정이거나 입헌군주제 국가인가”라고 강도 높게 비판하였다. 또한 “공소장에 기재된 범죄사실을 보면 1992년의 초원복집 회동은 발톱의 때도 못 된다”며 “감금과 테러가 없다뿐이지 수사의 조작적 작태는 이승만 시대 정치경찰의 활약에 맞먹는다”고 언급하였다.

### 추미애 공소장 비공개 논란
검찰이 관련 혐의자들을 기소했을 때, 추미애 법무부장관이 공소장을 비공개로 하였는데, 이에 국회 요청이 있었던 공소장을 공개하지 않는 것은 위법이라는 논란이 일었다. 그러나 이후 동아일보가 공소장을 적법하게 입수하였다고 밝히면서, 공소장 전문을 공개하였다.

## 같이 보기
- 고래고기 사건